# Pietro Marussig
Pietro Marussig (geboren 10. Mai 1879 in Triest, Österreich-Ungarn; gestorben 13. Oktober 1937 in Pavia) war ein italienischer Maler des Expressionismus und des Novecento.

## Leben

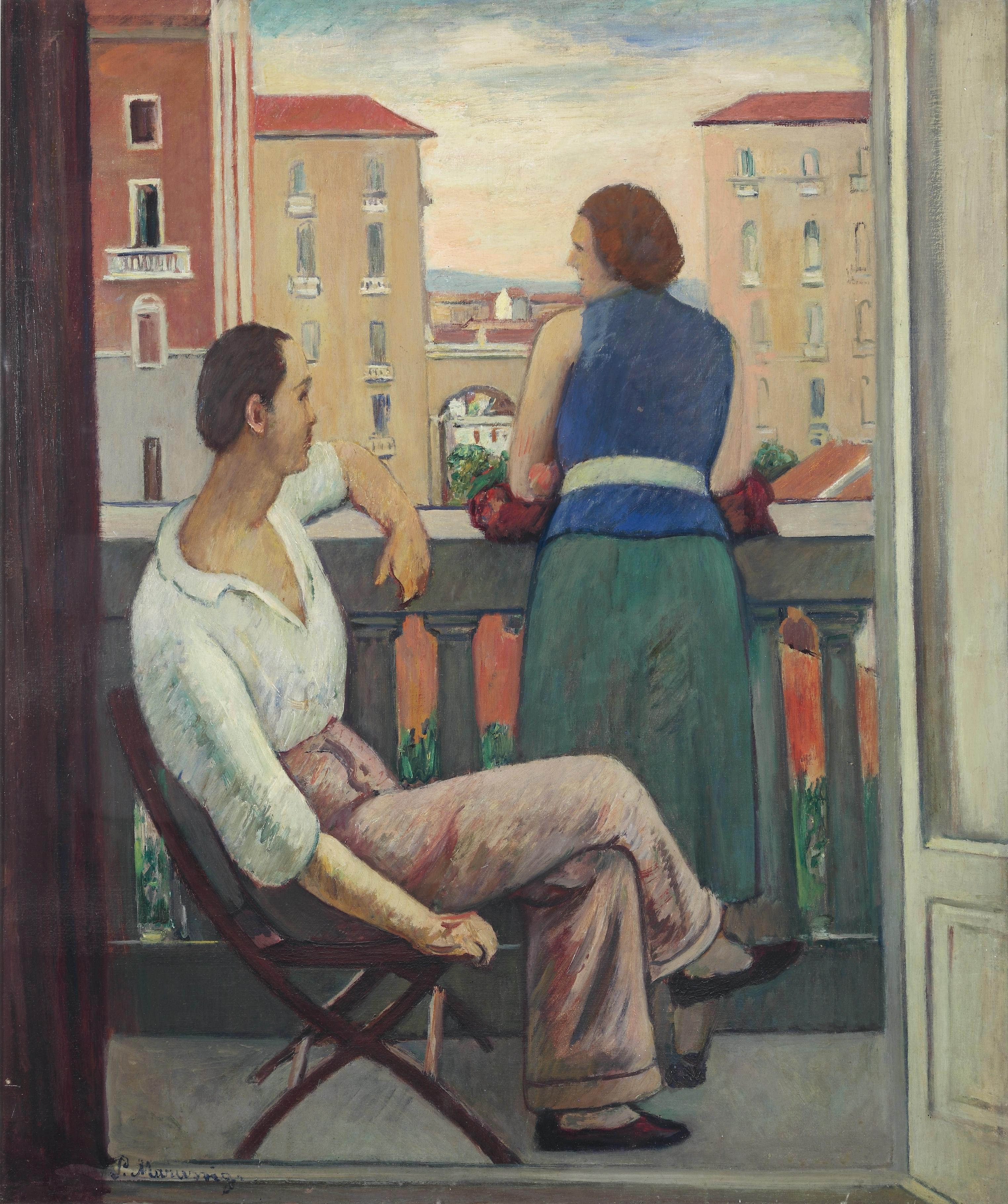
Piero Marussig: Figure al balcone (1921)

Marussig lebte von 1899 bis 1901 in Wien und München, wo er sich mit den Arbeiten der Wiener Sezession und dem Zentraleuropäischen Expressionismus auseinandersetzte. 1905 beschäftigte er sich in Paris mit dem Studium der Impressionisten, insbesondere mit Paul Cézanne, Paul Gauguin und Henri Matisse, ab 1906 wohnte er in Triest in einer Villa auf dem Chiadino. Bei Kriegseintritt Italiens 1915 wurde er interniert. Um 1920 herum übersiedelte er nach Mailand, wo er Carlo Carrà, Mario Sironi und Achille Funi kennenlernte. Er gehörte zu den Begründern der Kunstrichtung des Novecento, die Margherita Sarfatti um sich geschart hatte und neben ihm aus den Künstlern Anselmo Bucci, Leonardo Dudreville, Achille Funi, Gian-Emilio Malerba, Mario Sironi und Ubaldo Oppi bestand. Die Kunstrichtung Novecento sollte wieder zur Ordnung, Stille und Beschaulichkeit zurückkehren. Gemeinsam mit Funi gründete er in Mailand eine Kunstschule.
Sein Vetter Guido Marussig (1885–1972) war ebenfalls Kunstmaler.